# Batalla del Cabo de San Vicente (1719)
La batalla del Cabo San Vicente (21 de diciembre de 1719) fue una victoria menor de un escuadrón de la Real Armada Española al mando de Rodrigo de Torres y Morales sobre una fuerza similar de la Marina Real Británica comandada por el comodoro Philip Cavendish en las inmediaciones del cabo de San Vicente. Tuvo lugar durante la Guerra de la Cuádruple Alianza.
Los navíos de línea Tolosa y Ermiona, de 50 cañones, y Guadalupe, de 60, y la fragata Fidela, de 20, al mando de Rodrigo de Torres y Morales, habían salido de Santander con dirección a Cádiz para evitar ser capturados por las fuerzas anglofrancesas que patrullaban la bahía de Vizcaya. De camino capturaron una fragata y una balandra británicas.
El 21 de diciembre de 1719 se encontraron con los navíos británicos HMS Advice y HMS Norwich, de 50 cañones, y la fragata HMS Dover, de 40, al mando del comodoro Cavendish, que pretendían retomar los buques capturados por los españoles.
Sin embargo, tras cinco horas de combate, acabaron por retirarse con bastantes daños a Gibraltar, con 154 muertos y heridos. Los españoles sólo tuvieron 20 muertos y 27 heridos, y entraron en Cádiz el 2 de enero de 1720 con sus presas. Pedro Mesía de la Cerda, futuro capitán del navío de línea Glorioso con el que llevó adelante la famosa Carrera del Glorioso y, posteriormente, virrey de Nueva Granada, tomó parte en la acción a bordo de uno de los buques españoles.